# Lista de episódios de Sons of Tucson

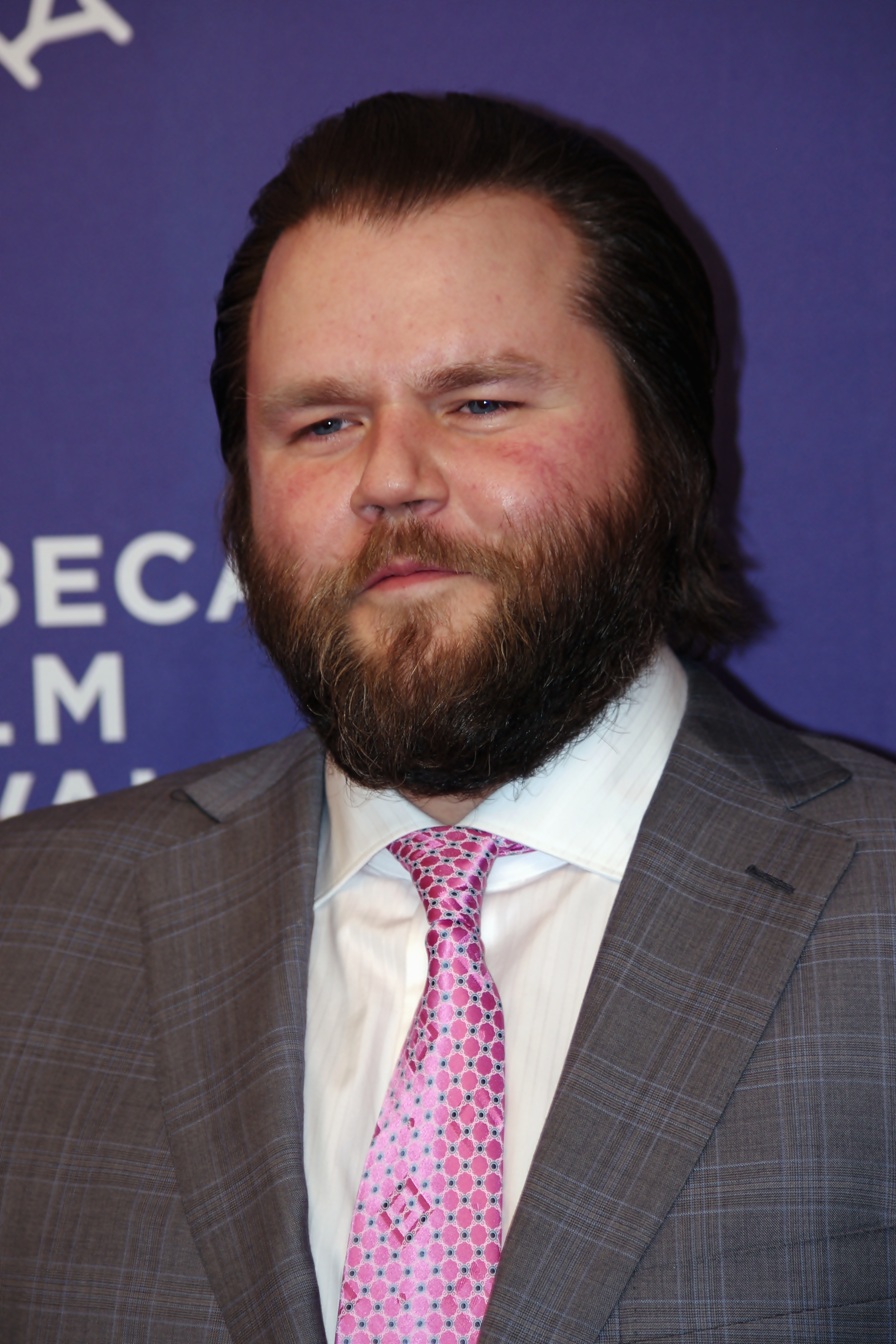
O actor Tyler Labine interpretou a personagem principal de Sons of Tucson.

A seguir apresenta-se a lista dos episódios de Sons of Tucson, uma série de televisão de comédia norte-americana que foi transmitida na rede de televisão FOX Broadcasting Company a partir da noite de 14 de Março de 2010. A série estreou como parte da temporada televisiva de 2010-11 durante a primavera. Sons of Tucson retrata a vida dos irmãos Grunderson: Gary de 11 anos (interpretado por Frank Dolce), Brandon de 13 anos (Matthew Levy) e Robby de 8 anos (Benjamin Stockham). Eles são de uma família abastada e possuem uma casa em Tucson, Arizona, no entanto, a sua mãe biológica os abandonou e o seu pai está na prisão a cumprir pena por um crime do colarinho branco. Por isso, com receio de serem levados pela segurança social e acolhidos por famílias adoptivas distintas, os rapazes decidem contratar Ron (Tyler Labine) para fingir ser o pai deles. Primeiramente, os irmãos apenas precisam de um pai em situações específicas, mas logo percebem que têm que se manter em torno de Ron para afastarem suspeitas.
A primeira temporada do seriado, composta por treze episódios, estreou a 14 de Março de 2010 nos Estados Unidos no horário das 21 horas e 30 minutos. O seu episódio piloto foi assistido em uma média de 4 milhões e 514 mil domicílios, uma estreia considerada favorável para o horário em que a série foi transmitida. Contudo, a audiência de Sons of Tucson foi piorando a cada episódio que se seguia e, no dia após a transmissão do quarto, a FOX tomou a decisão de cancelar o seriado. Os restantes nove episódios da série que haviam sido filmados e não exibidos, foram transmitidos durante o verão no novo horário das 19 horas e 30 minutos.

## Episódios
| Nº | Título               | Director:       | Argumentista(s):            | Transmissão original | Código de produção | Audiência (em milhões) |
| --- | -------------------- | --------------- | --------------------------- | -------------------- | ------------------ | ---------------------- |
| 1 | "Pilot"              | Todd Holland    | Greg Bratman & Tommy Dewey  | 14 de Março de 2010  | 1ARK79             | 4.514                  |
| De modo a evitarem terminar em um orfanato após o seu pai ter sido enviado para a prisão, os irmãos Brandon, Gary e Robby Gunderson decidem pagar Ron Snuffkin, um homem boémio nos seus 30 anos de idade, para fingir passar por seu pai. O acordo original é apenas para matriculá-los na escola, mas um incêndio em um festival da escola faz com que eles requisitem os seus serviços novamente. Entretanto, Ron tenta usar a sua nova família para consertar um dilema com a sua avó, para que possa adquirir um conjunto de colecção dela que lhe permitirá pagar um agiota. Depois de trabalharem juntos com o fim de resolverem os seus respectivos dilemas, Ron discute com os rapazes sobre um acordo de longo prazo. |                      |                 |                             |                      |                    |                        |
| 2 | "The Break-In"       | Todd Holland    | Adam Chase                  | 21 de Março de 2010  | 1ARK02             | 3.899                  |
| Ron vai ter com o seu velho amigo Glenn (Joe Lo Truglio) em um bazar. Após saber de um assalto recente na vizinhança, ele convence Glenn a fazer o mesmo na casa dos Gunderson, com o propósito de assustar os miúdos e fazer com que eles ponham-no a viver dentro da casa. Todavia, a emoção acaba por levar a melhor de Glenn, que acaba tornando-se no ladrão da vizinhança, fazendo com que a sua esposa Angela (Sarayu Rao) comece a suspeitar do seu comportamento nocturno irregular. |                      |                 |                             |                      |                    |                        |
| 3 | "Golden Ticket"      | Fred Savage     | Kristi Korzec & Robin Shorr | 28 de Março de 2010  | 1ARK11             | 4.140                  |
| Robby descobre que Gabe (Buddy Handleson), um rapaz desfavorecido da sua turma, tem um pai que é polícia. Vendo uma oportunidade, Ron convida o miúdo para dormir na casa dos Gunderson, de modo a conseguir obter um favor do seu pai. Mas a presença indesejada de Gabe interfere com um projecto audiovisual da família, especialmente apósdescobrir o segredo da contratação de Ron. |                      |                 |                             |                      |                    |                        |
| 4 | "Family Album"       | Todd Holland    | Matthew Carlson             | 4 de Abril de 2010   | 1ARK01             | 3.133                  |
| O comportamento de Ron no Carrer Day, bem como a reacção de Robby perante ele, desperta a atenção da professora de Robby, e Ron tenta controlar o dano convidando ela para jantar. Mas o esforço para arrumar a casa fá-la parecer muito pouco hospitaleira, então Ron e os rapazes decidem criar uma colagem de momentos das suas vidas para que ela não fique suspeita. Entretanto, Brandon tenta encorajar Gary a se reinventar agora que eles estão em uma nova escola, mas Gary não aprova. |                      |                 |                             |                      |                    |                        |
| 5 | "Chicken Pox"        | Tamara Davis    | Andy Bobrow                 | 6 de Junho de 2010   | 1ARK04             | 1.945                  |
| Ron vai dar uma vista de olhos nos rapazes após estar ausente por três dias, apenas para descobrir que todos contraíram varicela, forçando-o a tornar-se num pai a tempo inteiro. Ele conhece uma mãe solteira quando vai levar os trabalhos-de-casa dos rapazes e convida-a para um encontro, sob o pretexto de que a sua filha, que nunca teve varicela, consiga apanhar dos rapazes. Isto se torna em uma conecção amorosa para Brandon, contudo, o encontro de Ron corre mal quando ele descobre não ser imune à varicela. |                      |                 |                             |                      |                    |                        |
| 6 | "The Debate Trip"    | Kevin Dowling   | Andy Bobrow                 | 13 de junho de 2010  | 1ARK10             | 1.982                  |
| Gary needs Ron to drive him to his debate meet in Flagstaff because there’s no room in his teammate's carpool. When Angela discovers Brandon and Robby abandoned after they leave, she imposes her babysitting services, which doesn’t sit well with Brandon. Brandon makes an excuse and leaves to fend for himself, getting in over his head, while Robby, comfortable with the Gunderson lifestyle, clashes with Angela’s attempts at traditional mothering. On the trip, Ron discovers that Gary's teammates can’t stand him, even lying about the room in the carpool, and confronts him with the information after they fight.                                                                                            |                      |                 |                             |                      |                    |                        |
| 7 | "Father's Day"       | Reginald Hudlin | Greg Bratman & Tommy Dewey  | 20 de junho de 2010  | 1ARK09             | 1.395                  |
| Ron overhears the boys getting a Father's Day gift for their dad, thinking they meant him (when they really meant their biological father). Ron (who grew up not celebrating Father's Day) goes all out for the holiday, getting a video game for the boys and arranging a barbecue inviting everyone he meets. Ron then learns the truth and makes a fool of himself at the barbecue. Meanwhile, the boys discuss what they should say to their imprisoned father, when he is given a ten-minute phone call. |                      |                 |                             |                      |                    |                        |
| 8 | "Gina"               | Peter Lauer     | Matthew Carlson             | 27 de junho de 2010  | 1ARK06             | 1.360                  |
| Ron's ex-girlfriend Gina (Alex Breckenridge) unexpectedly shows up at his job. He then invites her for a drink at the house, where she goes on and on about how her boyfriend, Danny (Andrew Walker) doesn't pay any attention to her. Ron convinces her to move out Danny's place and move in with him and the boys. But just when Ron's plan is about to come to effect, Gina sexually reconnects with Danny, breaking Ron's heart, who truly had genuine feelings for her. Meanwhile, Gary tests different music on bumble bees and feels he has made a scientific discovery... homosexual bumble bees. |                      |                 |                             |                      |                    |                        |
| 9 | "Dog Days of Tucson" | Peter Lauer     | Michael Glouberman          | 4 de julho de 2010   | 1ARK05             | 1.120                  |
| Ron is given money to buy the boys a dog, but instead uses the cash to buy Kiss boots worn by Gene Simmons during the band's Hotter Than Hell Tour. He then picks a dog going through a dumpster and brings it home as the boy's pet, not knowing that the dog is actually a vicious, disease filled wolf that could turn on them at anytime. |                      |                 |                             |                      |                    |                        |
| 10 | "Kisses and Beads"   | Peter Lauer     | Greg Bratman & Tommy Dewey  | 11 de julho de 2010  | 1ARK03             | 1.617                  |
| Ron feels that Robby should be hanging with people his own age, so he arranges a party in the garage with his friends. But instead of them actually having fun, he has them making bead bracelets for a new business venture on the side. Meanwhile, Ron arranges another party in the house so Gary can get his first kiss from his school crush, But Brandon's intruding leads to different circumstances. |                      |                 |                             |                      |                    |                        |
| 11 | "Glenn's Birthday"   | Kevin Dowling   | Adam Chase                  | 18 de julho de 2010  | 1ARK07             | 1.510                  |
| Ron has a surprise for Glenn on his birthday, tickets to a pornography convention, but a prior commitment with Robby may cramp their style. On their way to the convention, they pay for and forget a barbecue grill that was loosely tied at the back of their car, Glenn forgets his ticket back at his house and they get arrested for speeding. Meanwhile, Gary and Brandon decide to start a band, but the two brothers instantly disagree over control. |                      |                 |                             |                      |                    |                        |
| 12 | "Sally Teel"         | Todd Holland    | Michael Glouberman          | 25 de Julho de 2010  | 1ARK08             | 1.480                  |
| Robby é forçado a entrar em uma competição de dança de salão com Sally Teel, uma rapariga a quem aleijou no episódio piloto. Ela agora tem uma região careca no seu cabelo devido ao incidente, o que lhe causa baixa auto-estima. Ron quer Robbie no concerto como um favor à mãe de Sally e para que possa ganhar o prémio de 5 mil dólares, com Gary sendo o instrutor deles, o que traz memórias malfadadas a ele, que costumava ser um dançarino com habilidades. Entretanto, Ron arranja um emprego a Brandon no Sport Space, but as mentiras de Ron ao longo dos anos mantém Brandon atento às coisas que o seu amigo fala aos outros trabalhadores.                                                                     |                      |                 |                             |                      |                    |                        |
| 13 | "Ron Quits"          | Todd Holland    | Matthew Carlson             | 1 de Agosto de 2010  | 1ARK12             | 1.700                  |
| Ron e Gina reataram o relacionamento mais uma vez, mas desta vez, o namoro prejudica os seus deveres parentais, então, os rapazes dão-lhe um ultimato. Após descobrir um quarto não-mobilado que os rapazes estão a guardar para o pai verdadeiro, Ron decide abandonar-lhes pois era forçado a dormir no sofá. Entretanto, com a conta bancária do pai deles congelada, os rapazes são forçados a sobreviver sob um orçamento apertado, vender as suas possessões e mudarem-se para uma casa com um arrendador incompetente chamado Barry (Justin Berfield). |                      |                 |                             |                      |                    |                        |